# Otekaikea
Genre
Otekaikea est un genre fossile de cétacés à dents qui a vécu au Oligocène (- 25 millions d’années environ).

## Systématique
Le genre Otekaikea a été créé en 2014 par Yoshihiro Tanaka (d) et Robert Ewan Fordyce (d), avec comme espèce type Prosqualodon marplesi Dickson, 1964, rebaptisée Otekaikea marplesi (Dickson, 1964).

## Liste d'espèces
Selon Paleobiology Database (6 janvier 2023) :
- † Otekaikea huata Tanaka & Fordyce, 2015[3]
- † Otekaikea marplesi (Dickson, 1964) − espèce type[4]

## Étymologie
Le nom générique, Otekaikea, fait référence à Otekaike Limestone, dans la région d'Otago en Nouvelle-Zélande.

## Galerie

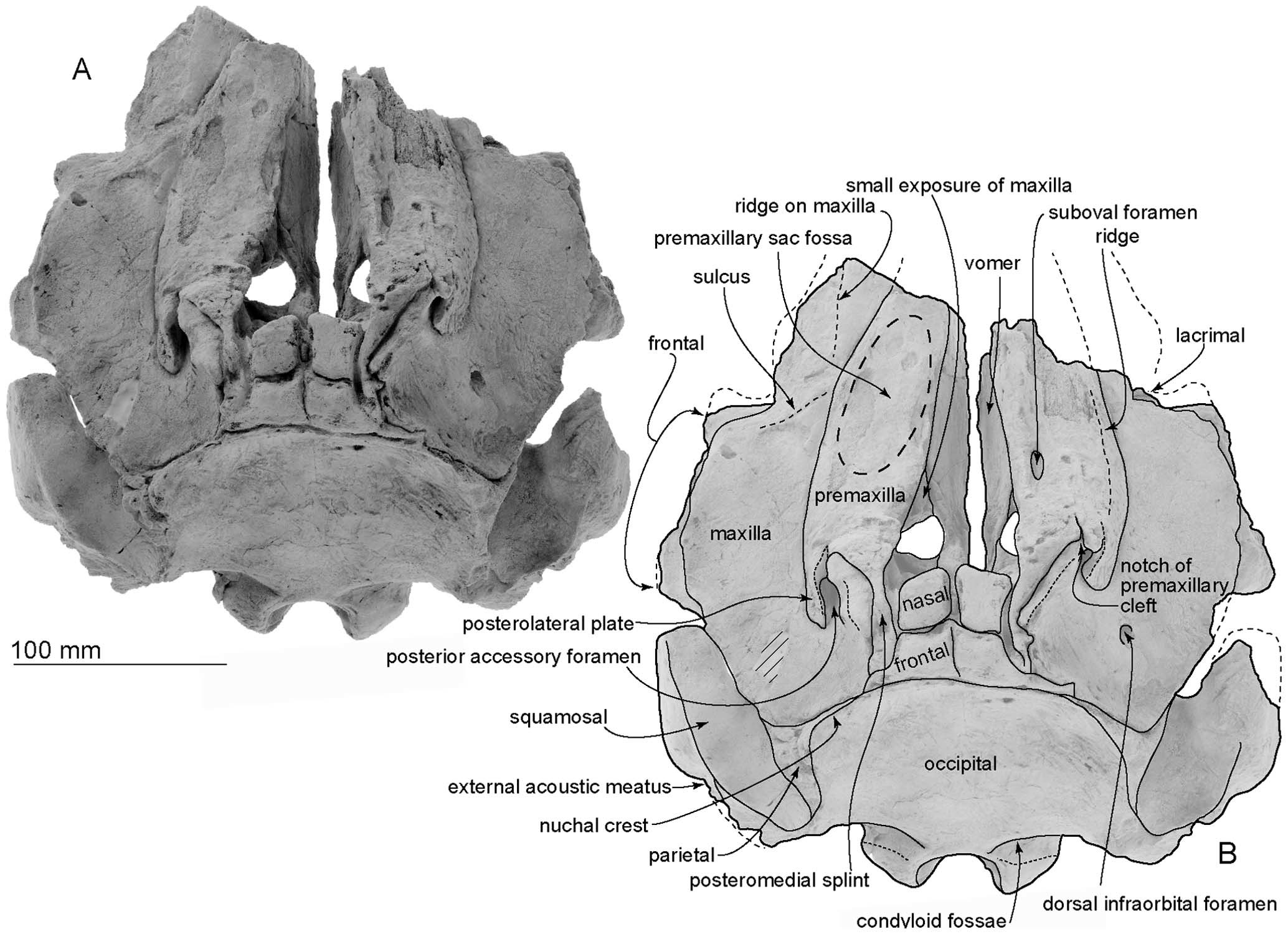
Crâne de Otekaikea marplesi vu du dessus.

## Publication originale
- (en) Yoshihiro Tanaka et R. Ewan Fordyce, « Fossil dolphin Otekaikea marplesi (latest Oligocene, New Zealand) expands the morphological and taxonomic diversity of Oligocene cetaceans », PLOS One, PLoS, vol. 9, no 9,‎ 24 septembre 2014, e107972 (ISSN 1932-6203, OCLC 228234657, PMID 25250733, PMCID 4176723, DOI 10.1371/JOURNAL.PONE.0107972, lire en ligne).